# إسماعيل الجزولي
إسماعيل عبد الرحيم الجزولي موظف حكومي سوداني متخصص في الطاقة والبيئة وعضو في مكتب الهيئة الحكومية الدولية المعنية بتغير المناخ (IPCC). لقد عمل كرئيس مؤقت للهيئة الحكومية الدولية المعنية بتغير المناخ منذ 24 فبراير 2015 ، بعد استقالة راجندرا كومار باتشوري. استمر هذا التعيين حتى الانتخابات التالية لرئيس المجلس، والتي تم إجراؤها في الدورة 42 في أكتوبر 2015.

## الخلفية والوظيفة
درس إسماعيل الجزولي الفيزياء والرياضيات في جامعة الخرطوم حيث حصل على بكالوريوس العلوم. ثم حصل على درجة الماجستير في بحوث العمليات والإحصاء من جامعة أستون في المملكة المتحدة .
لتحق الجزولي بوزارة الصناعة السودانية في عام 1971. وفي عام 1980 تم تعيينه رئيسًا لقسم نظم المعلومات بوزارة الطاقة والتعدين، ثم شغل منصب مدير إدارة الطاقة الوطنية من عام 1988 إلى عام 1992. كما عمل بالقطعة. ومستشار للعديد من المنظمات، مثل بنك التنمية الأفريقي ، وبرنامج الأمم المتحدة للبيئة ، والبنك الدولي ، وفي عام 1998 انضم إلى المجلس الأعلى للبيئة والموارد الطبيعية في السودان، حيث عمل على الاتصال بين الحكومة السودانية والأمم المتحدة (برنامج الأمم المتحدة الإنمائي) للمشاريع المشتركة المتعلقة بتغير المناخ.
منذ عام 2002 ، كان الجزولي عضوًا في مكتب الهيئة الحكومية الدولية المعنية بتغير المناخ ، أولاً كنائب لرئيس الفريق العامل الثالث (التخفيف من تغير المناخ) ، ثم نائب رئيس الهيئة الحكومية الدولية المعنية بتغير المناخ اعتبارًا من أكتوبر 2010. وقد ساهم في تقرير التقييم الرابع والتقرير التوليفي المقابل. بالإضافة إلى توليه مناصب في الهيئة الحكومية الدولية المعنية بتغير المناخ ، كان أيضًا نائب رئيس الفرع التيسيري للجنة الامتثال التابعة لاتفاقية الأمم المتحدة الإطارية بشأن تغير المناخ بين عامي 2005 و 2007 ثم عمل كرئيس مشارك لهذه اللجنة من 2007 إلى 2009.
تم تكريمة من جامعة استون برمنهام بانجلترا التي منحته الدكتوراه الفخرية العليا في مجال العلوم وذلك يوم 18/7/2016 وذلك تكريما لدوره العالمي والعلمي في مجال عمله 
كما قام وزير الخارجية الاستاذ علي أحمد كرتي بتكريم البروفيسور إسماعيل عبد الرحيم الجزولي، وذلك في احتفال نظمته وزارة الخارجية بتاريخ 31 مارس 2015 بمناسبة انتخابه رئيساً مكلفاً للهيئة الحكومية الدولية المعنية بتغير المناخ ( IPCC ) خلفاً للرئيس السابق للهيئة البروفيسور راجندا بيشاوي.